# Chaptalia isernina
Chaptalia isernina là một loài thực vật có hoa trong họ Cúc. Loài này được Cuatrec. mô tả khoa học đầu tiên năm 1935.